# Raisova vyhlídka (Posázavská stezka)

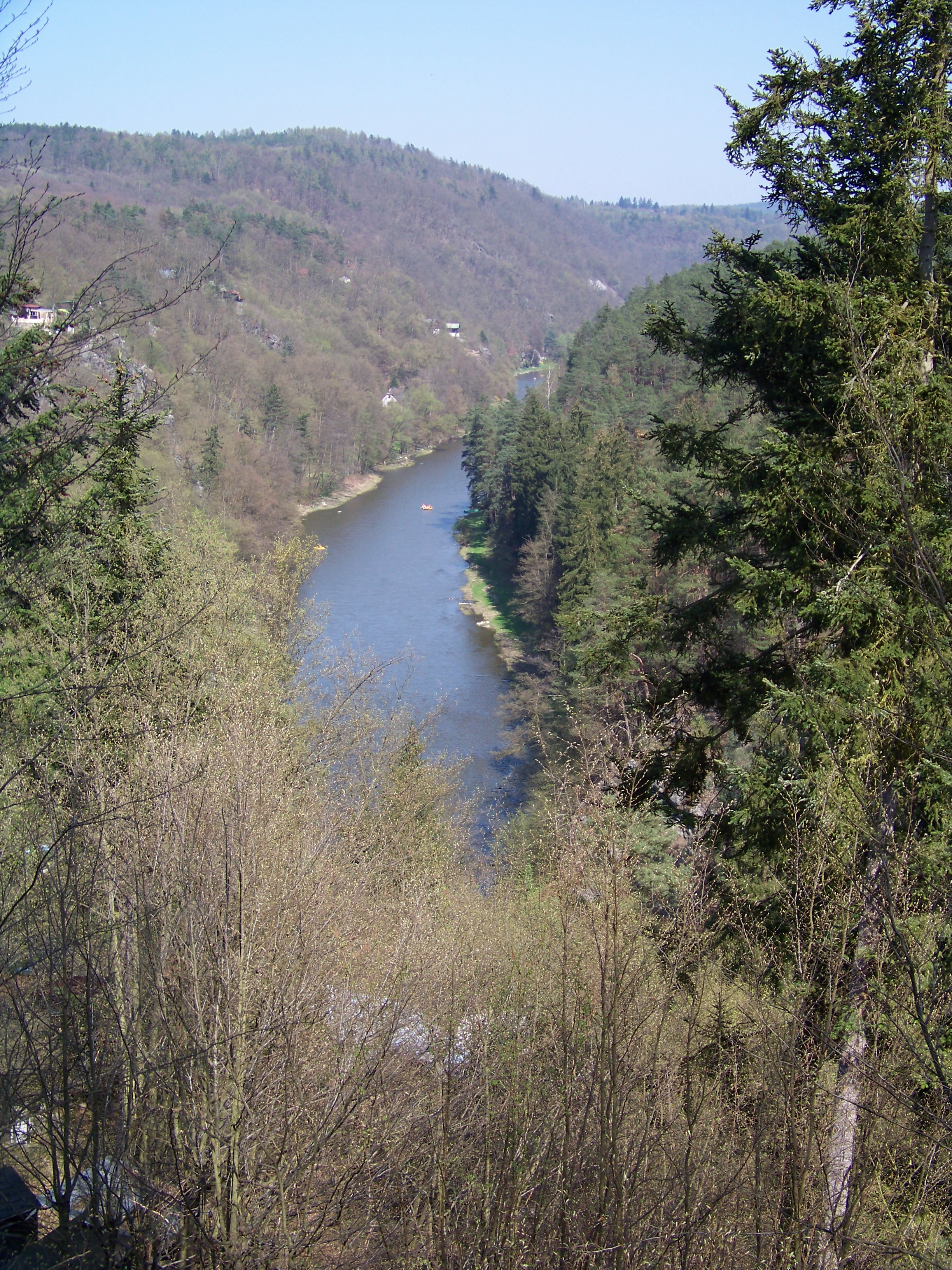
Výhled z vyhlídky

Raisova vyhlídka na Posázavské stezce je pojmenována po českém spisovateli Karlu Václavu Raisovi, který tato místa navštěvoval. Nachází se v katastru Pikovic cca jeden km severovýchodně od obce Třebsín nad řekou Sázavou, která je z vyhlídky dobře vidět. Pod vyhlídkou leží trampská osada Údolí Ticha a Třebsínský vodopád.
Vyhlídka se nachází v nadmořské výšce 270 m n. m. a je u ní umístěn turistický přístřešek.

## Fotogalerie

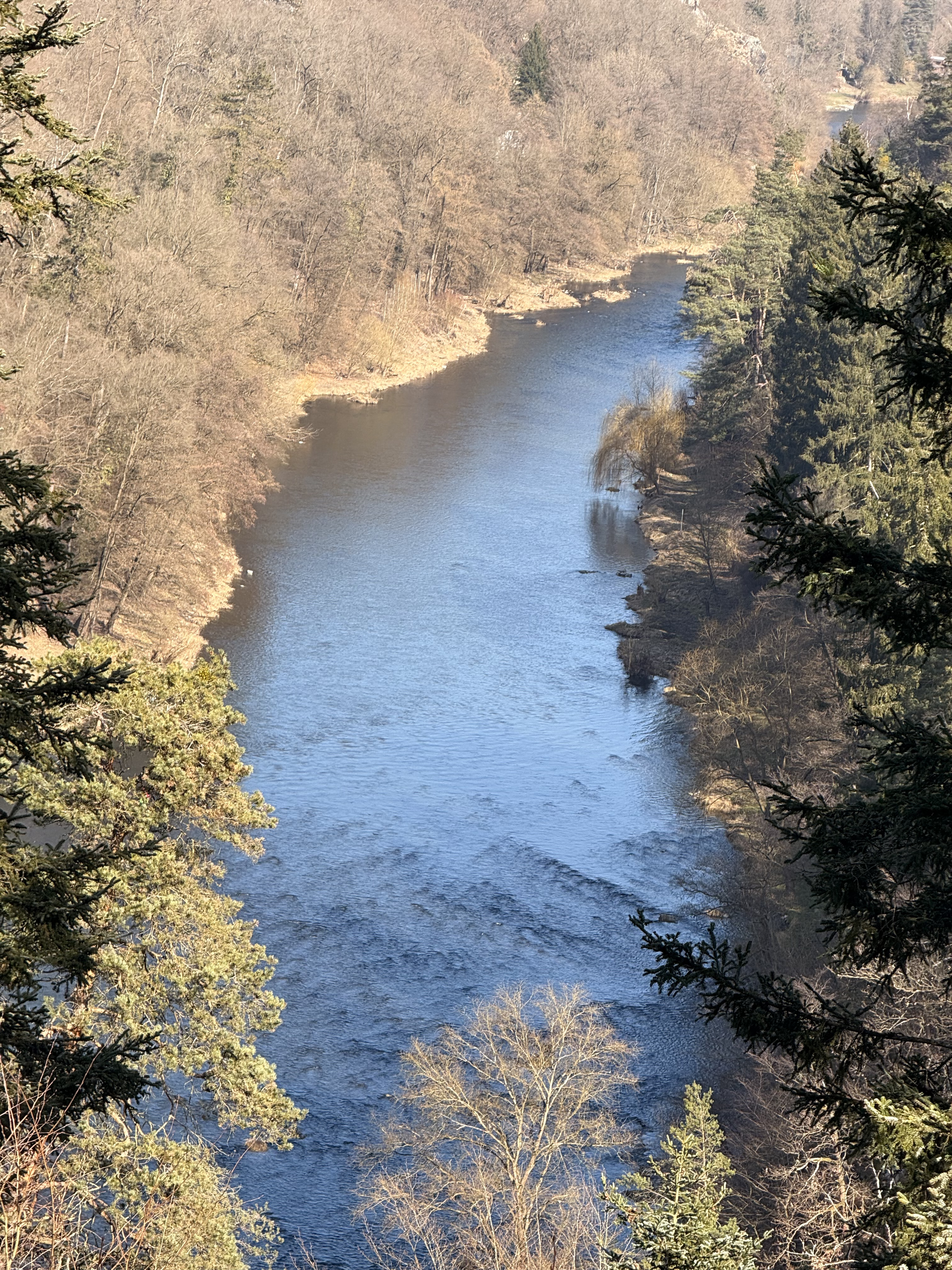
Pohled na řeku Sázavu (5x optický zoom)
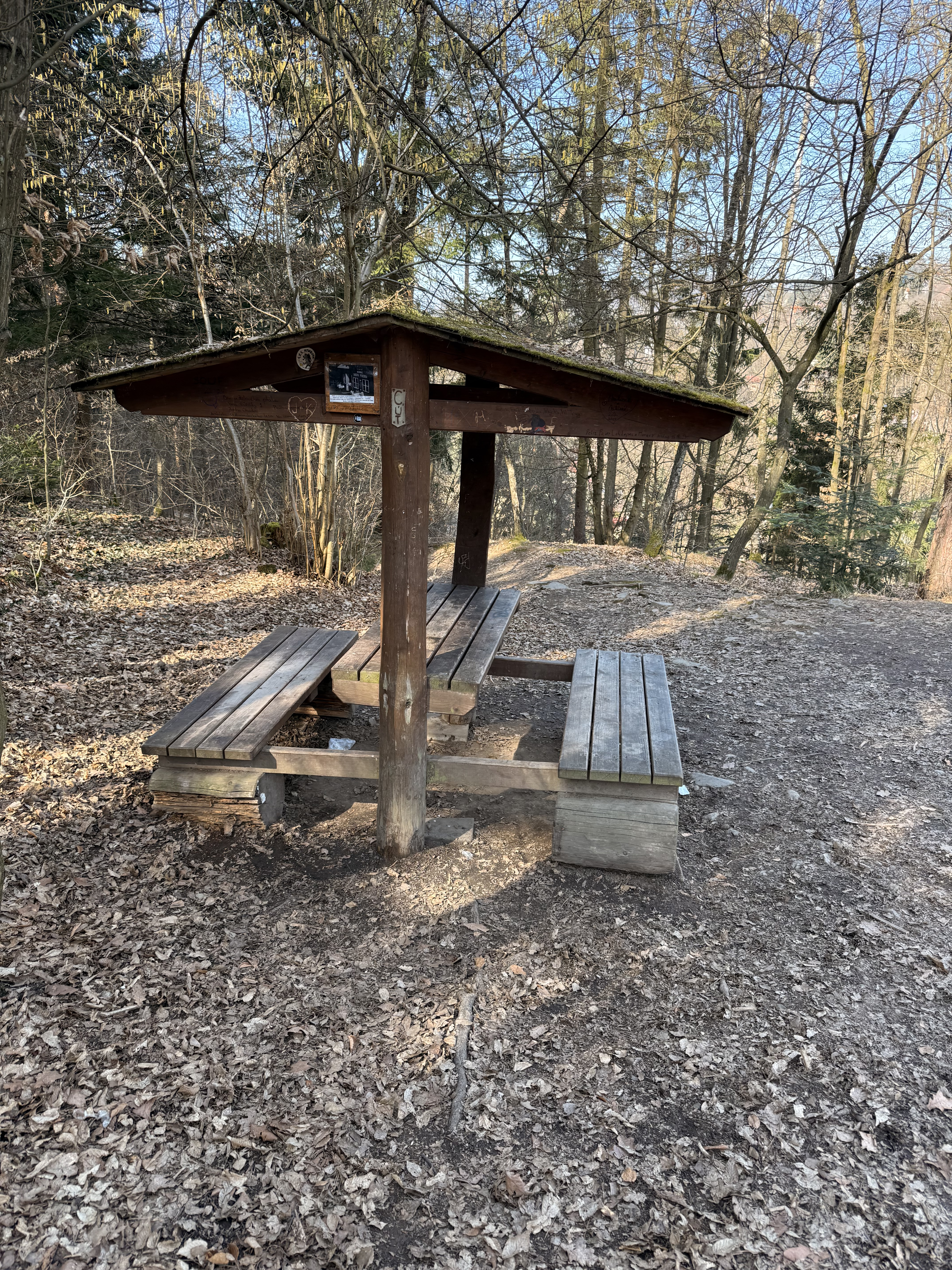
Lavičky s přístřeškem
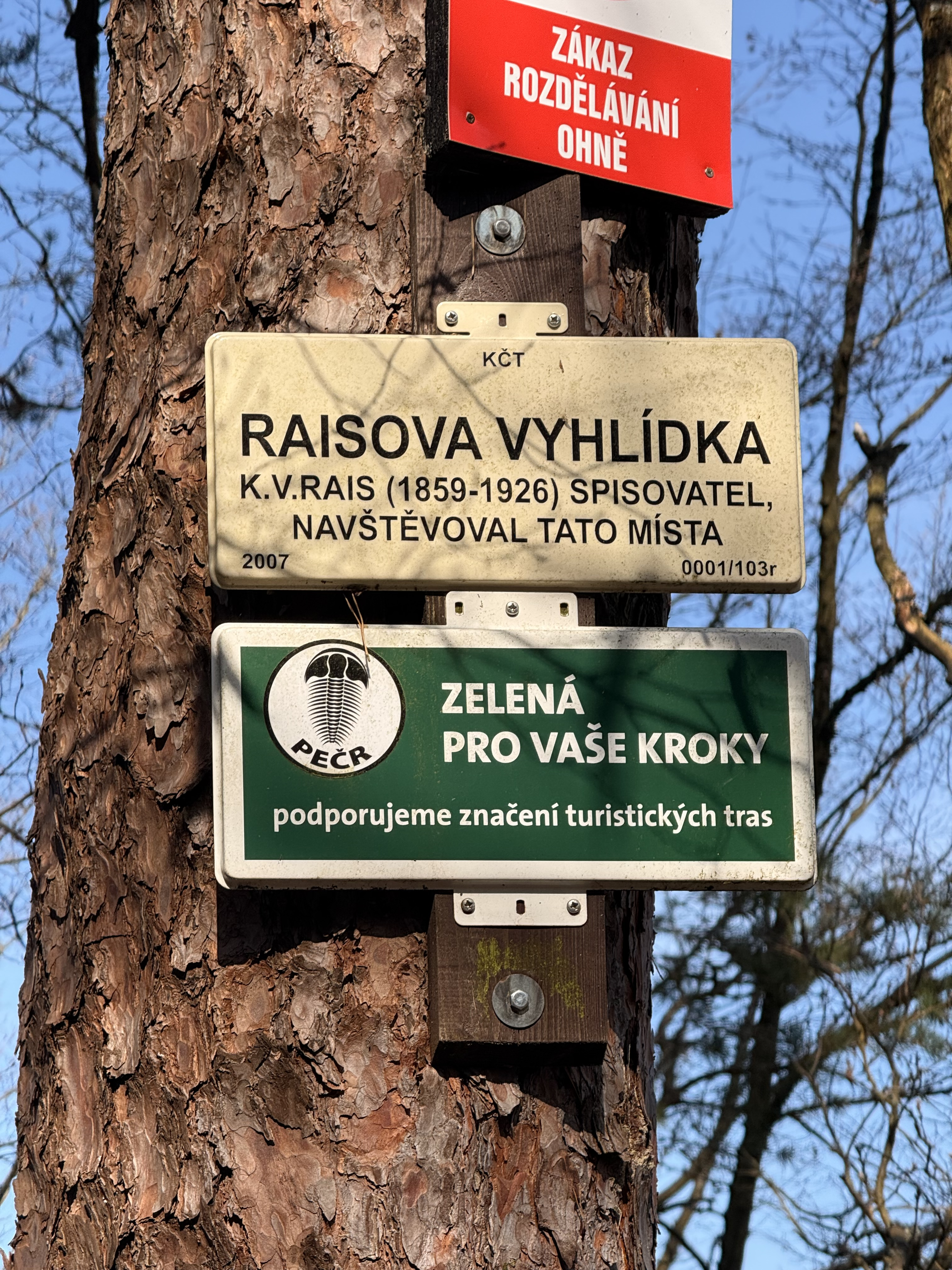
Označení vyhlídky
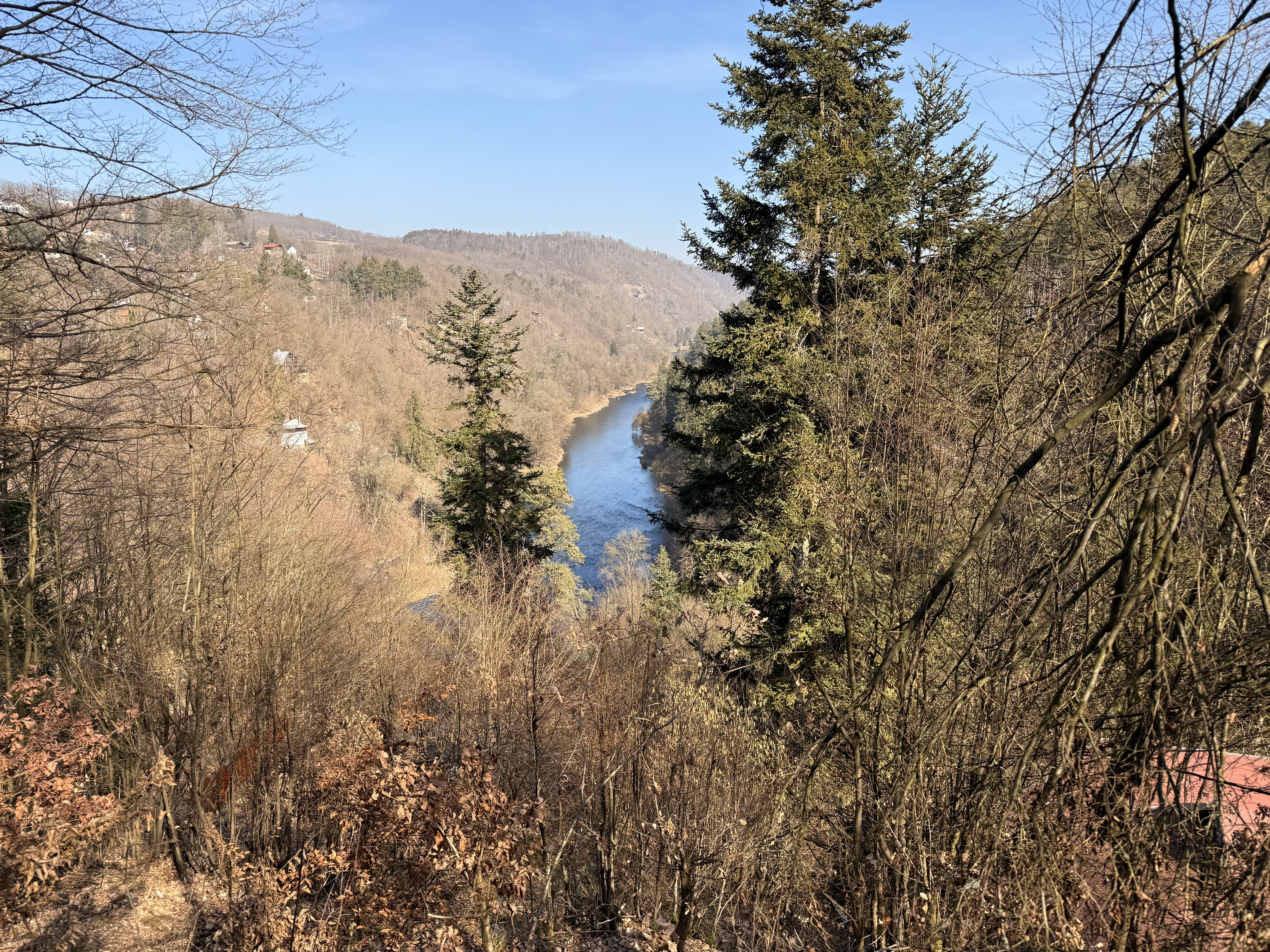
Pohled  na řeku Sázavu průsekem